# San Diego Museum of Art

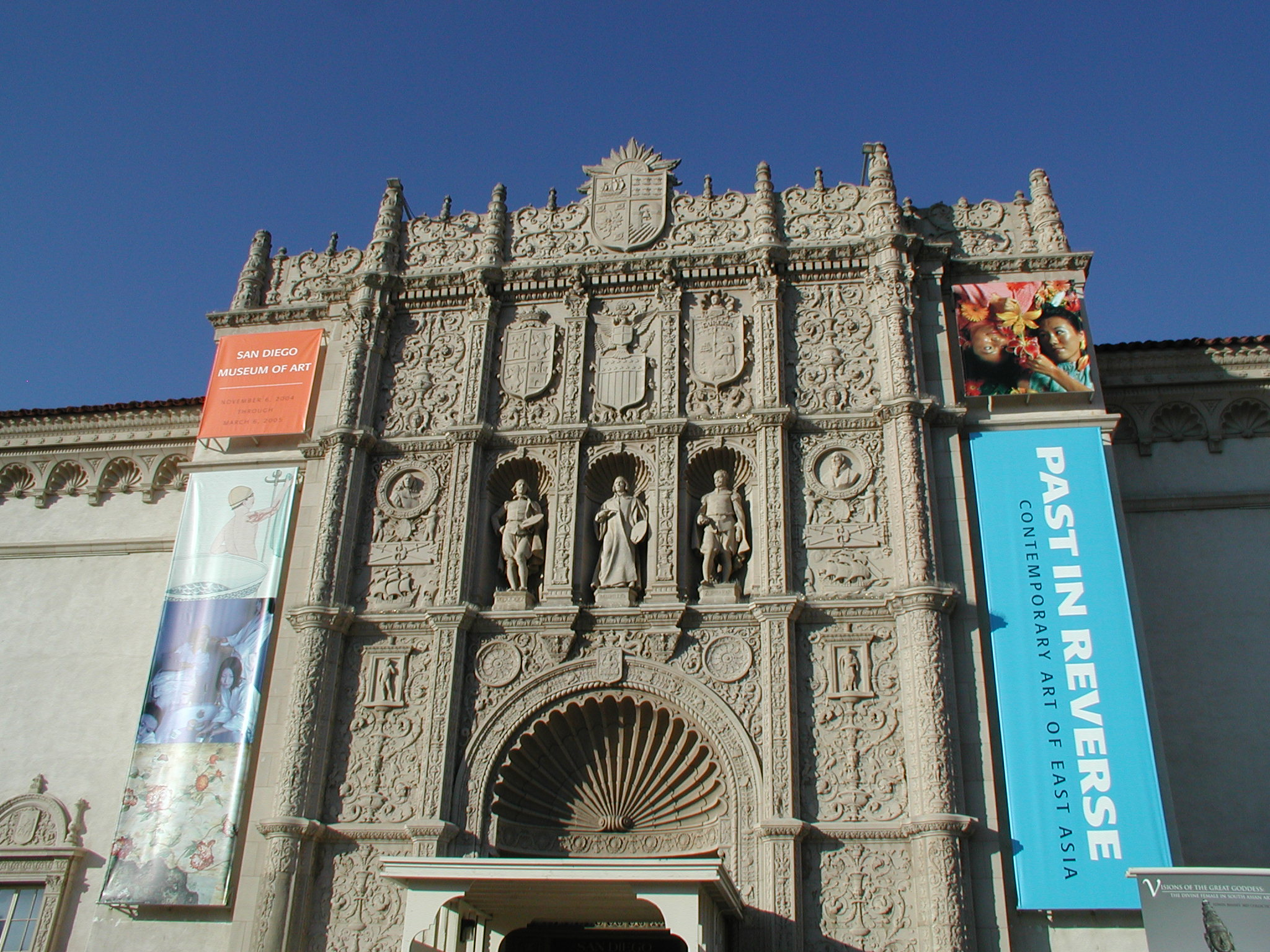
Gevel van het San Diego Museum of Art

Het San Diego Museum of Art is een Amerikaans museum voor schone kunsten in San Diego (Californië). Het bevindt zich in het Balboa Park. Het San Diego Museum of Art, opgericht in 1926, huist een brede collectie met een bijzondere sterkte in Spaanse kunst. Elk jaar bezoeken zo'n half miljoen mensen het museum.

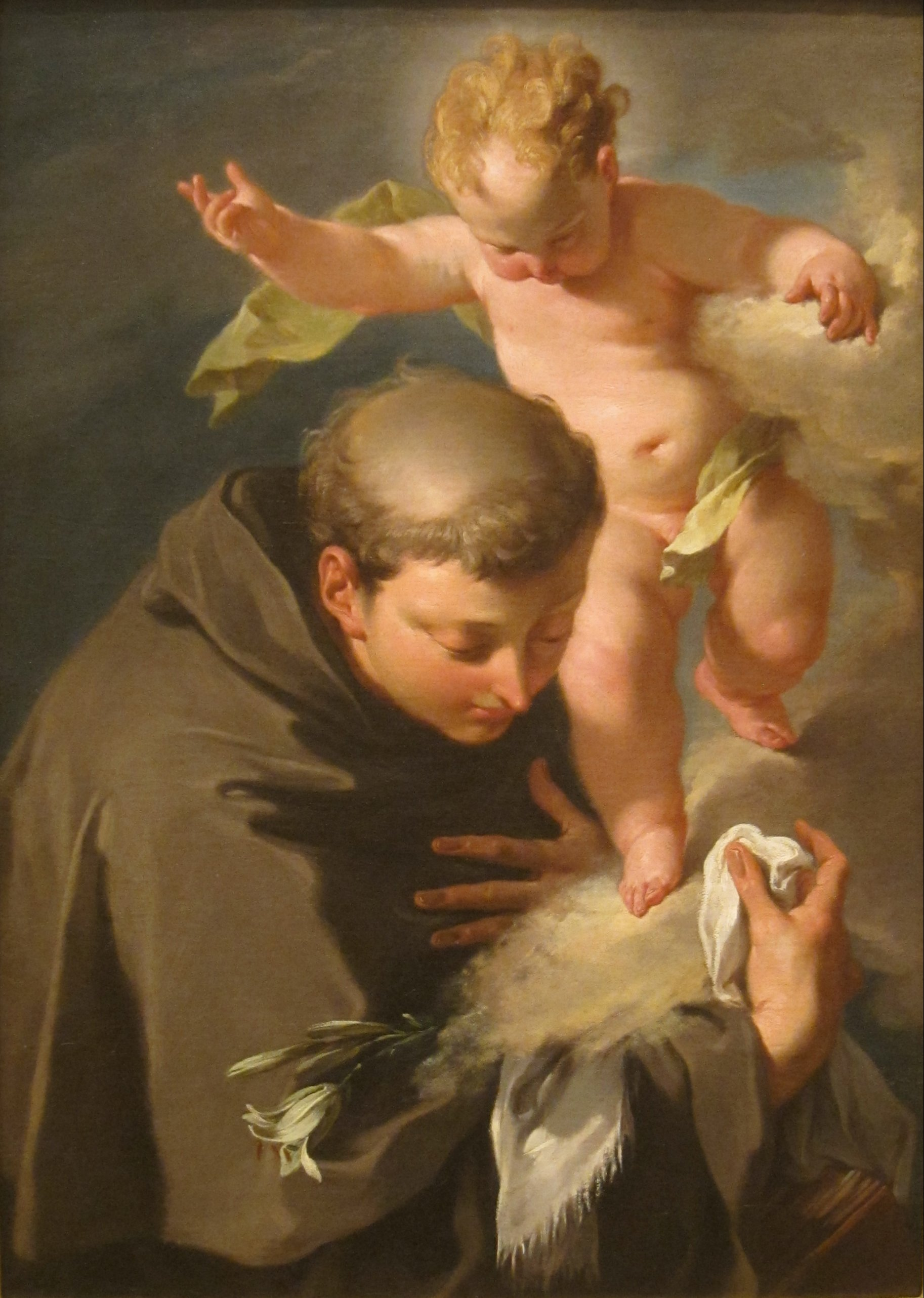
Giambattista Pittoni: The Vision of Saint Anthony of Padua
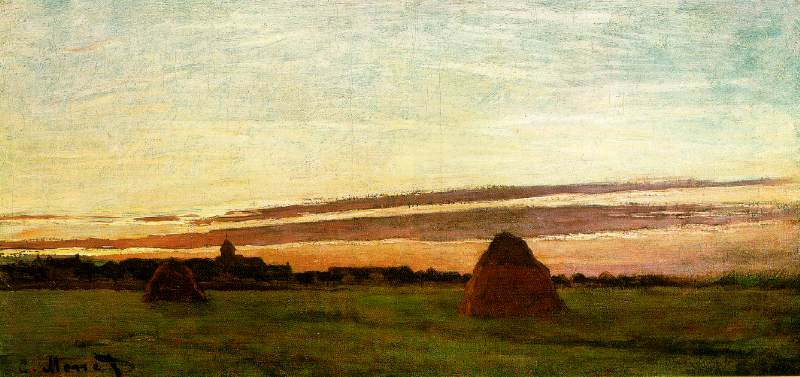
Claude Monet: Heuschober bei Chailly
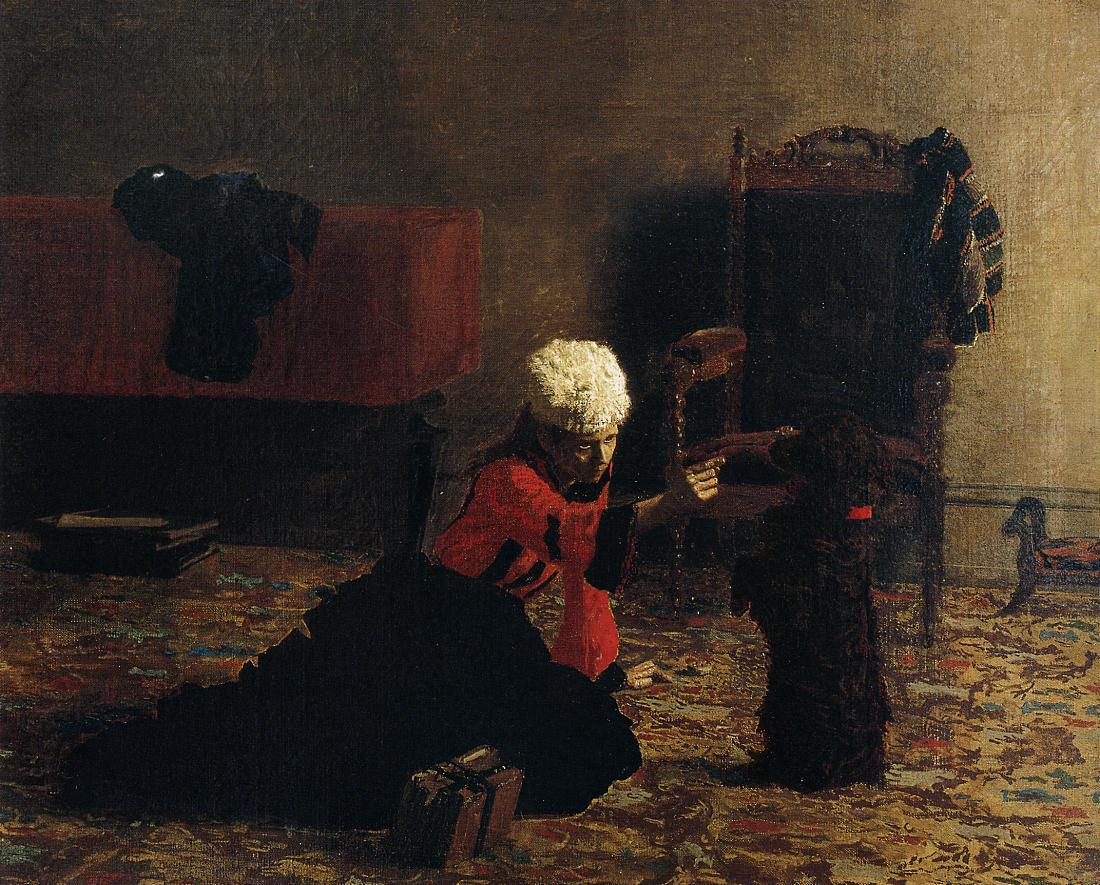
Thomas Eakins: Elizabeth Crowell with a Dog
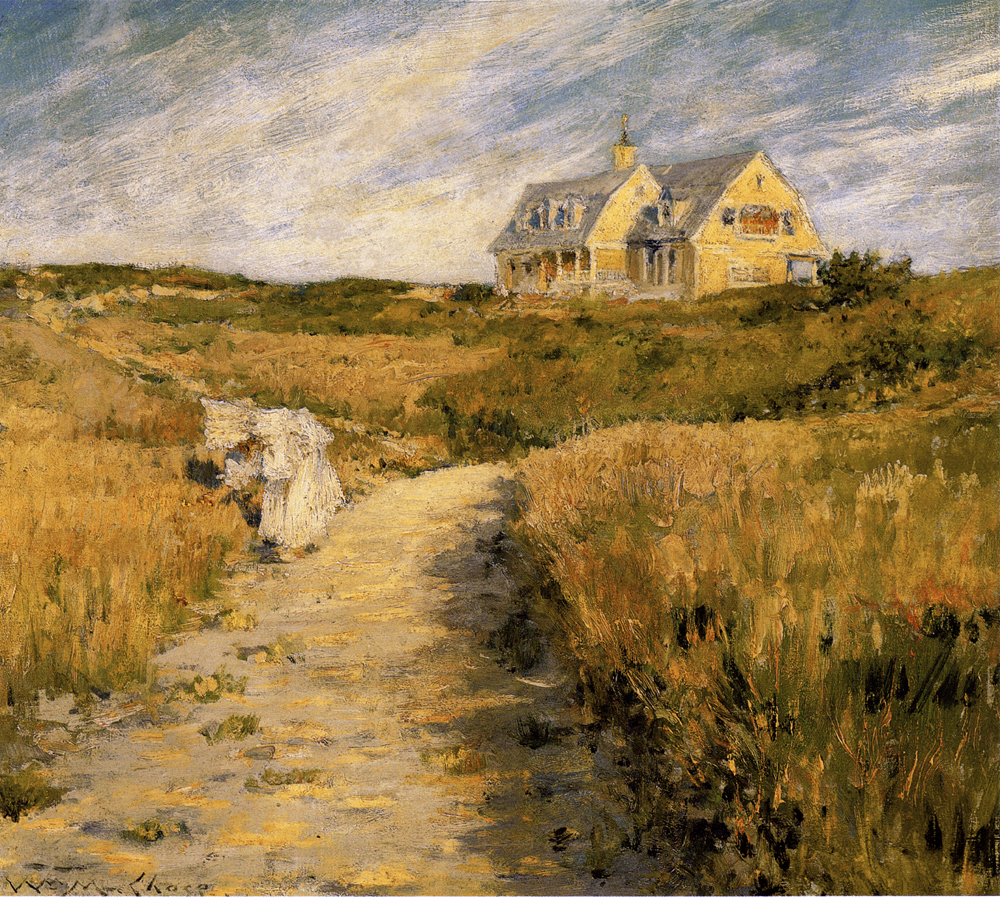
William Merritt Chase: The Chase Homestaead Shinnecock
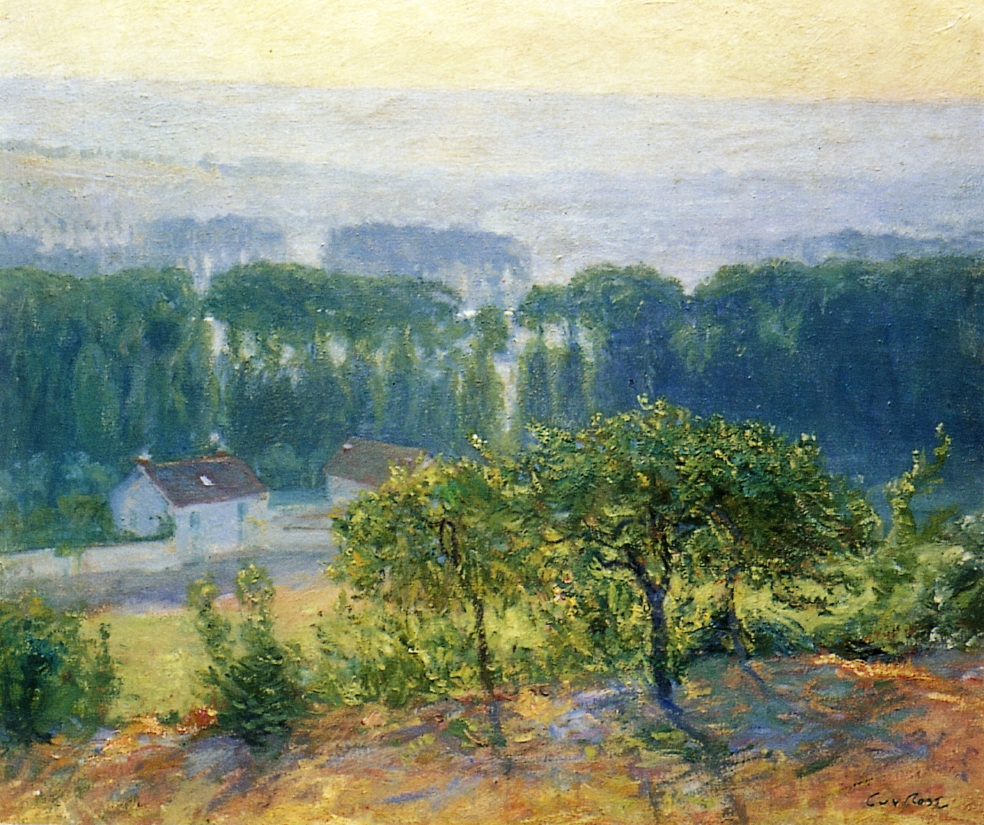
Guy Rose: Late Afternoon, Giverny

## Bouwwerk
Het museumgebouw werd ontworpen door de architecten William Templeton Johnson en Robert W. Snyder. Zij kozen voor een platereske stijl om ervoor te zorgen dat het gebouw in harmonie zou zijn met de bestaande Spanish Colonial Revival-architectuur in Balboa Park. Voor verschillende elementen in het ontwerp van de opvallende hoofdgevel vond men inspiratie in Spaanse bouwwerken, zoals de kathedraal van Valladolid. Het museumgebouw werd na twee jaar voltooid. De financierder van het project, Appleton S. Bridges, schonk het gebouw meteen aan de stad San Diego. In 1966 werd een westvleugel en beeldenplein aan toegevoegd, waardoor het museum in grootte verdubbelde. In 1974 kwam er nog een oostvleugel bij. Tegenwoordig plant men een renovatie voor verschillende onderdelen van het Museum of Art.